# Gulryggig tangara
Gulryggig tangara (Hemithraupis flavicollis) är en fågel i familjen tangaror inom ordningen tättingar. Den förekommer i låglänta skogar från Panama till Brasilien.

## Utseende
Gulryggig tangara är en liten sångarlik tangara. Hanen är karakteristisk med mestadels svart ovansida med en gul fläck på ryggen, gult även på strupen och undre stjärttäckarna och smutsvitt på buken. Honan är mer oansenlig, övervägande gulaktig med gråare flanker, gula kanter på vingpennorna och orangefärgad undre näbbhalva.

## Utbredning och systematik
Gulryggig tangara har en vid utbredning från Panama till sydöstra Brasilien. Den delas in i hela elva underarter med följande utbredning:
- Hemithraupis flavicollis ornata – tropiska östra Panama (Darién) och nordvästligaste Colombia
- Hemithraupis flavicollis albigularis – Colombia (kring Magdalenafloden)
- Hemithraupis flavicollis peruana – södra och centrala Colombia till östra Ecuador och nordöstra Peru (norr om Maranhão)
- Hemithraupis flavicollis aurigularis – sydostligaste Colombia till södra Venezuela och norra Brasilien
- Hemithraupis flavicollis hellmayri – sydöstra Venezuela (östra Bolivar) till västra Guyana (Merumébergen)
- Hemithraupis flavicollis flavicollis – Surinam, franska Guyana och intilliggande Brasilien norr om Amazonas
- Hemithraupis flavicollis sororia – norra Peru (söder om Maranhão)
- Hemithraupis flavicollis centralis – sydöstra Peru till norra Bolivia och centrala Brasilien
- Hemithraupis flavicollis obidensis – norra Brasilien (längs norra stranden av nedre Amazonfloden i Pará)
- Hemithraupis flavicollis melanoxantha – östra Brasilien (Pernambuco och Bahia)
- Hemithraupis flavicollis insignis – sydöstra Brasilien (Espírito Santo och Rio de Janeiro)

## Levnadssätt
Gulryggig tangara hittas i låglänta skogar. Där ses den vanligen födosöka i trädkronorna, i par och ofta som en del av kringvandrande artblandade flockar.

## Status och hot
Arten har ett stort utbredningsområde, men tros minska i antal, dock inte tillräckligt kraftigt för att den ska betraktas som hotad. Internationella naturvårdsunionen IUCN listar arten som livskraftig (LC). Beståndet uppskattas till i storleksordningen fem till 50 miljoner vuxna individer.

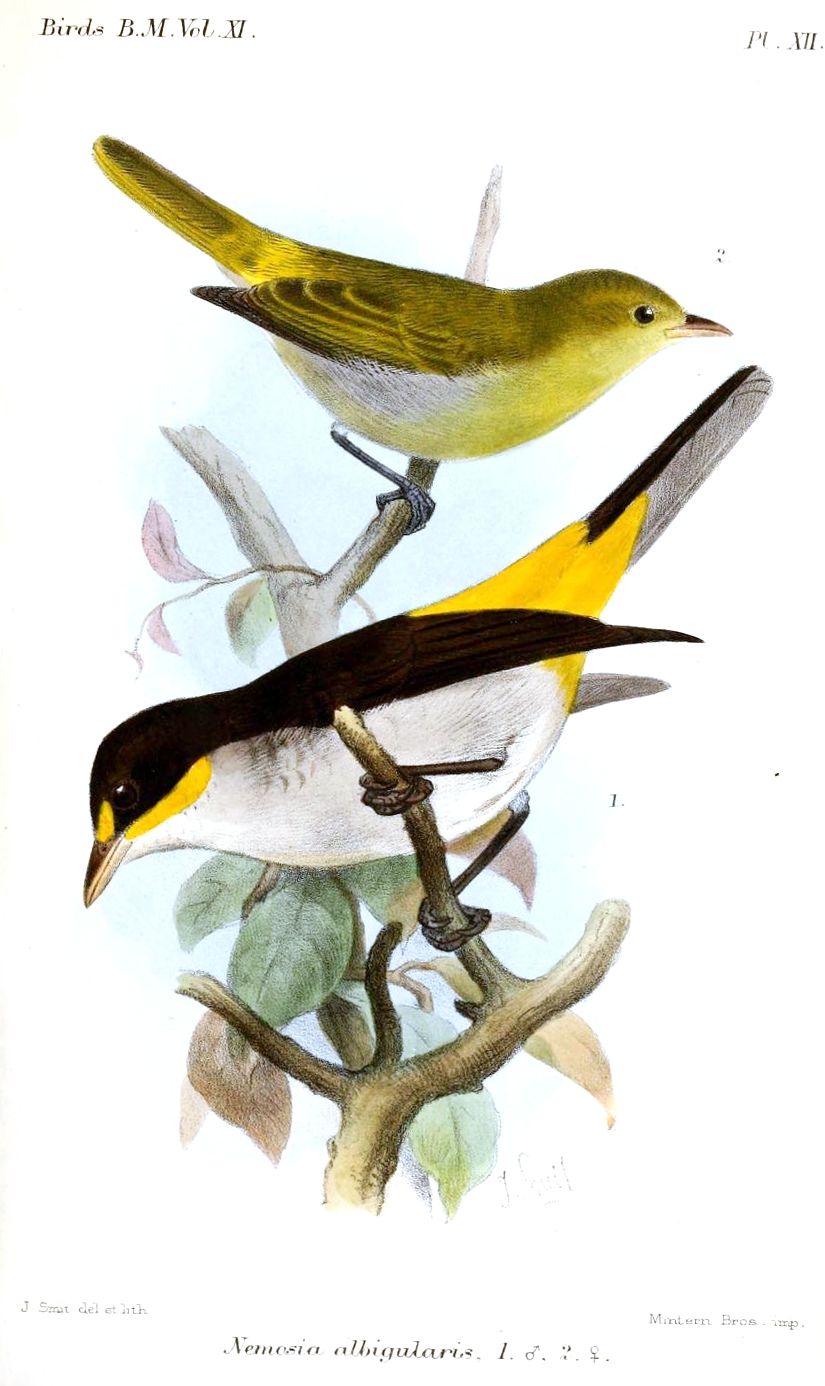
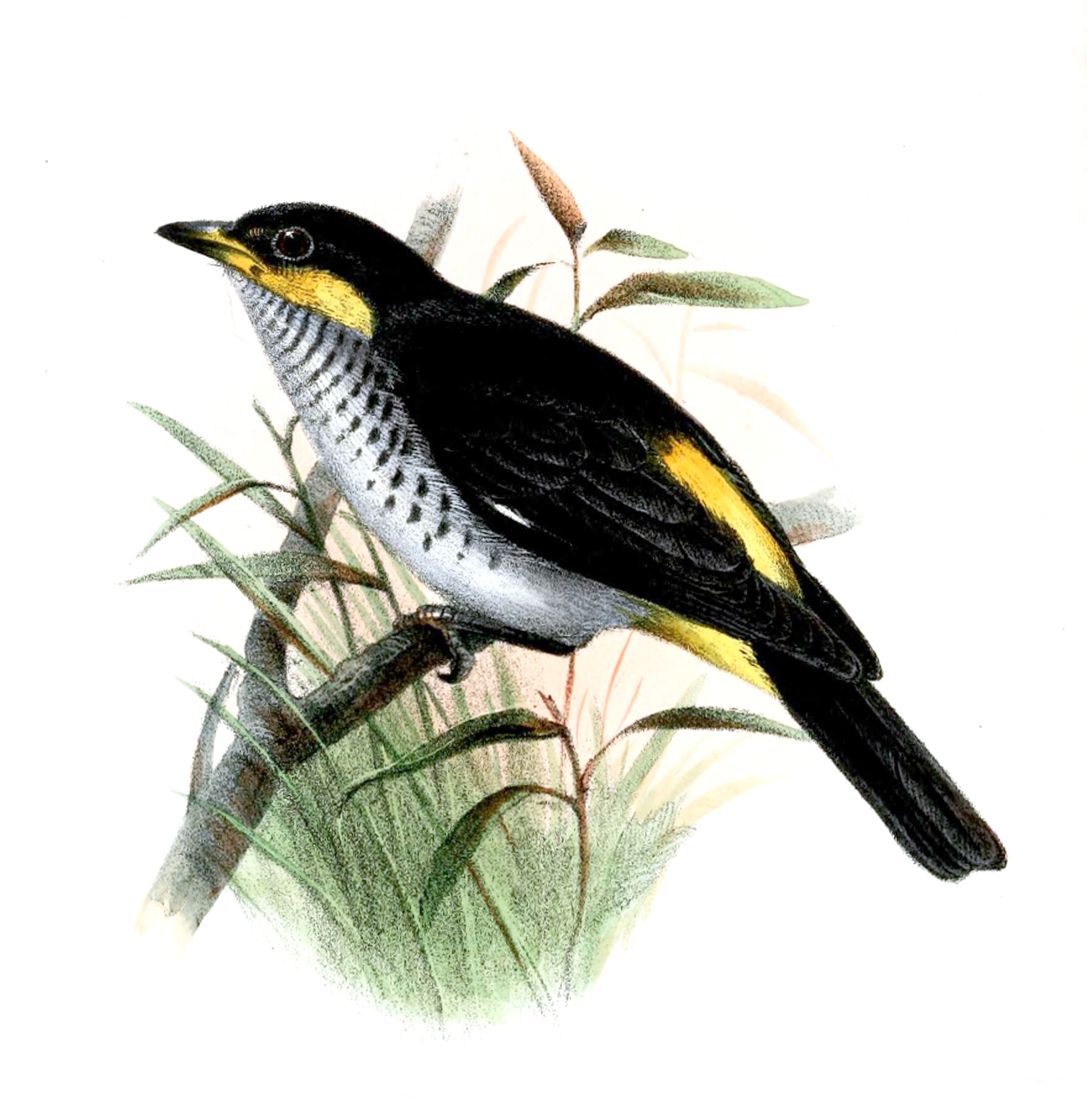